# Вътрешни афери
„Вътрешни афери“ (на английски: Internal Affairs) е американски криминален трилър от 1990 г. на режисьора Майк Фигис, по сценарий на Хенри Бийн, с участието на Ричард Гиър и Анди Гарсия. Действието се развива в Лос Анджелис. Премиерата на филма е на 12 януари 1990 г.